# Niels Aall
Niels Aall (1. prosince 1769 Porsgrunn – 23. října 1854 Ulefoss) byl norský politik a podnikatel.

## Život
Niels Aall se narodil jako syn obchodníka se dřevem Nicolaie Benjamina Aalla a jeho manželky Amjørg Jørgensdatter Wesseltoftovové. Oba jeho bratři Jacob Aall a Jørgen Aall působili jako politici a podnikatelé. Po studiích ve Francii a Anglii se Niels Aall usadil jako obchodník se dřevem v Porsgrunnu. Od roku 1807 byl politicky činným a angažoval se především v otázce norské nezávislosti, pro kterou bojoval. Mezi lety 1810 až 1813 působil jako krajský úředník ve Skien a Porsgrunnu. Roku 1814 se Aall zásadně podílel na zvolení Kristiána VIII. za norského krále, do jehož vlády byl později jmenován ministrem obchodu. Následně působil jako vyjednávač mezi Norskem a Švédskem ve Švédsko-norské válce. Ještě roku 1814 však Kristián VIII. musel odejít z Norska a postoupit ho Švédsku. Po této prohře se Aall uchýlil do ústraní a působil pouze jako podnikatel. Po hospodářské krizi byl v roce 1839 donucen zanechat i svého podnikání. Zbytek života strávil v Ulefu. Mezi lety 1840 a 1841 zpracoval své paměti. Zemřel v roce 1854.

## Zámek v Ulefu

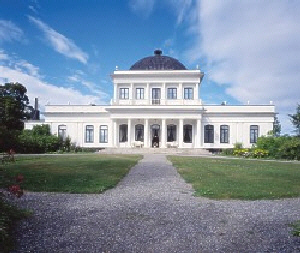
Zámek v Ulefu

Zámek v Ulefu vystavěl Niels Aall jako letní sídlo pro svoji rodinu. Dům byl dokončen v roce 1807 po přibližně pěti letech výstavby. Jeho architektem byl Jørgen Henrik Rawert. Zámek je empírová panská stavba postavená ze struskových kamenů. Roku 1840 ho Aall prodal. Dnes v něm sídlí muzeum.